# Krynki (gmina)
Krynki – gmina miejsko-wiejska w Polsce położona w województwie podlaskim, w powiecie sokólskim.
Siedziba gminy to miasto Krynki.
Według danych z 30 czerwca 2004 gminę zamieszkiwało 3 528 osób.

## Historia
W okresie międzywojennym gmina Brzostowica Wielka należała do powiatu grodzieńskiego w województwie białostockim II RP. Według spisu powszechnego z 1921, gminę w ówczesnych granicach (obejmujących także tereny znajdujące się dziś na Białorusi) zamieszkiwało 4110 osób, w tym 3567 (87%) Polaków, 492 (12%) Białorusinów, 29 (1%) Żydów, 17 Rosjan, 3 Rusinów, 1 Łotysz i 1 Niemiec.
16 października 1933 gminę Brzostowica Wielka podzielono na 25 gromad: Białogorce, Białokozy, Chłodne Włóki, Geniusze, Ignatowce, Jamasze, Kudrycze, Kundzicze, Kurczowce, Łapicze, Makarowce, Nietupa, Nowa Grzybowszczyzna, Odła, Ostapkowszczyzna, Ozierskie, Pietraszewicze, Plebanowo, Porzecze, Proniewicze, Rusaki, Rzepowicze, Sanniki, Siemionówka i Służki.
W wyniku napaści ZSRR na Polskę we wrześniu 1939 gmina znalazła się pod okupacją sowiecką. 2 listopada 1939 została włączona do Białoruskiej SRR. 4 grudnia 1939 włączono ją do nowo utworzonego obwodu białostockiego. Od czerwca 1941 roku pod okupacją niemiecką. 22 lipca 1941 włączona w skład okręgu białostockiego III Rzeszy.
W 1944 roku ponownie zajęta przez wojska sowieckie i częściowo włączona do obwodu grodzieńskiego Białoruskiej SRR. Spośród jej 25 gromad, 15 włączono do ZSRR (Białokozy, Gieniusze, Ignatowce, Kudrycze, Kurczowce, Makarowce, Odła, Ostapkowszczyzna, Pietraszewicze, Porzecze, Proniewicze, Rusaki, Rzepowicze, Siemionówka i Służki), natomiast 10 gromad (Białogorce, Chłodne Włóki, Jamasze, Kundzicze, Łapicze, Nietupa, Nowa Grzybowszczyzna, Ozierskie, Plebanowo i Sanniki), wraz z pozbawionymi przez Niemców praw miejskich Krynkami (i przekształconymi w gromadę), pozostało przy Polsce.
Do okrojonej gminy Krynki włączono osiem gromad ze zniesionej gminy Hołynka (Chomontowce, Ciumicze, Kruszyniany, Łosiniany, Łużany, Ozierany Małe, Ozierany Wielkie i Rudaki) oraz jedną gromadę ze zniesionej gminy Brzostowica Wielka (Jaryłówka) Zniesiono też gromadę Jamasze, włączając ją do gromady Ozierany Małe. Gminę Krynki włączono do powiatu sokólskiego. 1 stycznia 1951 zniesiono formalnie miasto Krynki (mimo że nie funkcjonowało jako miasto od 1944 roku), włączając je do gminy Krynki.
Według stanu z 1 lipca 1952 gmina Krynki była podzielona na 19 gromad: Białogorce, Chłodne Włóki, Chomontowce, Ciumicze, Jaryłówka, Kruszyniany, Krynki, Kundzicze, Łapicze, Łosiniany, Łużany, Nietupa, Nowa Grzybowszczyzna, Ozierany Małe, Ozierany Wielkie, Ozierskie, Plebanowo, Rudaki i Sanniki.
Gminę Krynki zniesiono jesienią 1954 w związku z reformą administracyjną kraju, a jej obszar wszedł w skład nowo utworzonych gromad Bobrowniki, Górany, Kruszyniany, Krynki, Ostrów Południowy i Plebanowo.
Gminę reaktywowano ponownie 1 stycznia 1973 w związku z przywróceniem gmin w Polsce. W latach 1975–1998 gmina administracyjnie należała do województwa białostockiego.
Do 2008, czyli do momentu restytuowania miasta Krynki z dniem 1 stycznia 2009, była gminą wiejską.

## Struktura powierzchni
Według danych z roku 2002 gmina Krynki ma obszar 165,91 km², w tym:
- użytki rolne: 55%
- użytki leśne: 37%

Gmina stanowi 8,08% powierzchni powiatu.

## Demografia

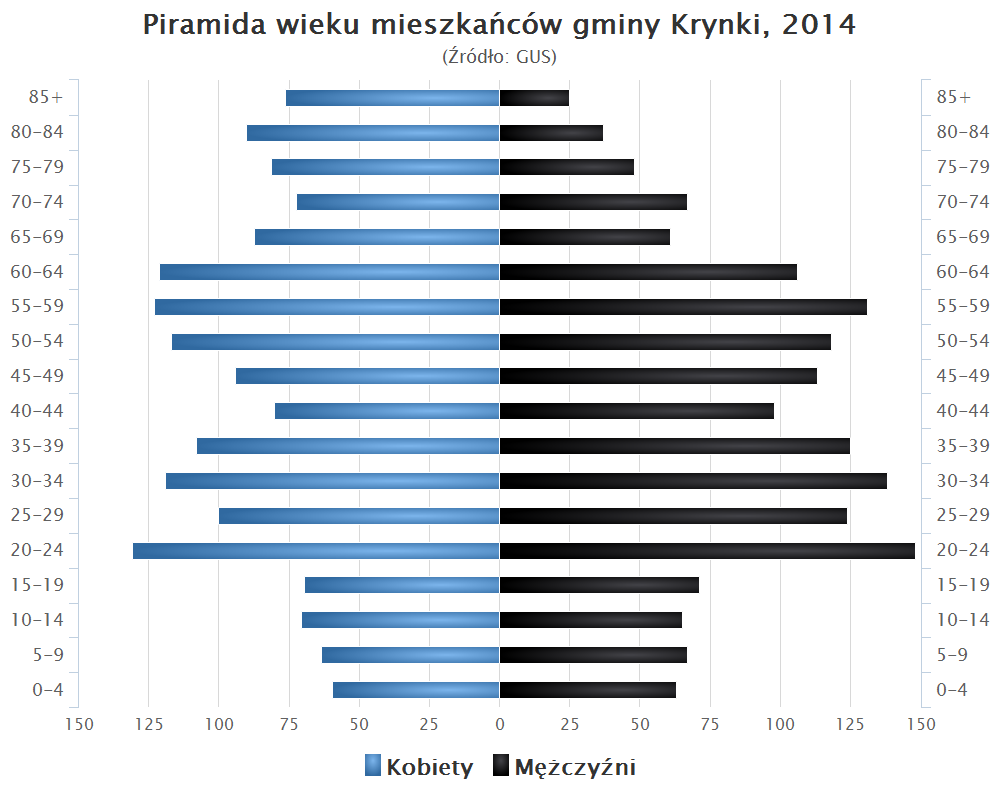
Piramida wieku mieszkańców gminy Krynki w 2014 roku

Dane z 30 czerwca 2004:
| Opis                              | Ogółem | Ogółem | Kobiety | Kobiety | Mężczyźni | Mężczyźni |
| --------------------------------- | ------ | ------ | ------- | ------- | --------- | --------- |
| Jednostka                         | osób   | %      | osób    | %       | osób      | %         |
| Populacja                         | 3528   | 100    | 1818    | 51,5    | 1710      | 48,5      |
| Gęstość zaludnienia [mieszk./km²] | 21,3   | 21,3   | 11      | 11      | 10,3      | 10,3      |

## Miejscowości
Miasto
Krynki
Sołectwa
Białogorce, Ciumicze, Górany, Górka, Jurowlany, Kruszyniany, Kundzicze, Leszczany, Łapicze, Łosiniany, Nietupa, Nietupa-Kolonia, Nowa Grzybowszczyzna, Nowa Świdziałówka, Ostrów Południowy, Ozierany Małe, Ozierany Wielkie, Plebanowo, Rudaki, Sanniki, Szaciły.
Pozostałe miejscowości podstawowe
Aleksandrówka, Chłodne Włóki, Ozierskie, Rachowik, Stara Grzybowszczyzna.

## Sąsiednie gminy
Gródek, Szudziałowo. Gmina sąsiaduje z Białorusią.